# Саздовски, Ивана
Ивана Саздовски (макед. Ивана Саздовски, родилась 12 апреля 1990 в Скопье) — македонская гандболистка, правая крайняя немецкой команды «Вулкан» (Кобленц) с лета 2014 года и сборной Македонии.

## Карьера игрока
Выступала ранее за австрийский клуб «Дорнбирн Шорен» и македонские команды «Жито» (Прилеп) и «Вардар».
За сборную Македонии провела 16 игр и забила 14 голов.